# Eiserne Ehrenplakette des Luftgaues XII
Die Eiserne Ehrenplakette des Luftgaues XII war eine nichttragbare Auszeichnung der deutschen Luftwaffe während des Zweiten Weltkrieges, die vom General der Flakartillerie Fritz Heilingbrunner zwischen Mai 1943 und der Auflösung des Luftgaues im April 1944 für die Angehörigen des Luftgaues XII für besondere Leistungen verliehen wurde.
Die hochrechteckige Plakette aus Zink ist 146 mm hoch und 105 mm breit und besitzt einen olivfarbigen Farbton. Sie zeigt auf ihrer Vorderseite einen übergroßen rechtsblickenden Reichsadler mit angelegten Schwingen, der mit seinen mächtigen Beinen auf den Stadtwappen von Nürnberg und Wiesbaden, den Standorten des Kommandos, ruht. Zwischen seinen Beinen ist ein auf dem Kopf stehendes Hakenkreuz dargestellt. Unter den beiden Stadtwappen schließt sich die dreizeilige Inschrift der Plakette an, deren erste Zeile zwischen zwei waagerechten Balken eingelassen ist. Deren Wortlaut ist: FÜR BESONDERE LEISTUNG / DER KOMMANDIERENDE GENERAL / UND BEFEHLSHABER IM LG.XII. Die Rückseite der Ehrenplakette ist halbhohl gehalten, wodurch sich die Konturen der Vorderseite deutlich abheben. Am unteren Halsansatz des Adlers ist eine Halteöse angebracht. Überreicht wurde die Ehrenplakette an den Beliehenen mit einer Verleihungsurkunde im Format DIN A5.